# جوانا غارسيا
جوانا غارسيا (بالإنجليزية: Joanna Garcia)‏ ممثلة أمريكية من مواليد 10 أغسطس 1979.

## مواقع خارجية
- جوانا غارسيا على موقع IMDb (الإنجليزية)
- جوانا غارسيا على موقع ميتاكريتيك (الإنجليزية)
- جوانا غارسيا على موقع ميتاكريتيك (الإنجليزية)
- جوانا غارسيا على موقع روتن توميتوز (الإنجليزية)
- جوانا غارسيا على موقع قاعدة بيانات الأفلام العربية
- جوانا غارسيا على موقع قاعدة بيانات الأفلام العربية
- جوانا غارسيا على موقع ألو سيني (الفرنسية)
- جوانا غارسيا على موقع تيرنر كلاسيك موفيز (الإنجليزية)
- جوانا غارسيا على موقع أول موفي (الإنجليزية)
- جوانا غارسيا على موقع أول موفي (الإنجليزية)